# Ridbok
Ridbok (Redunca) – rodzaj ssaków z podrodziny antylop (Antilopinae) w obrębie rodziny wołowatych (Bovidae).

## Rozmieszczenie geograficzne
Rodzaj obejmuje gatunki występujące na terenach trawiastych w pobliżu zbiorników wodnych na obszarze Afryki.

## Morfologia
Długość ciała 97–160 cm, długość ogona 12–30 cm, wysokość w kłębie 58–150 cm; masa ciała samic 27–85 kg, samców 30–95 kg. U samców występują rogi o długości 12,5–52 cm z licznymi, poprzecznymi zgrubieniami. U samic rogi nie występują.

## Systematyka
Rodzaj zdefiniował w 1827 roku angielski przyrodnik Charles Hamilton Smith w rozdziale dotyczącym systematyki ssaków w publikacji poświęconej królestwu zwierząt. Gatunkiem typowym jest (absolutna tautonimia) ridbok zwyczajny (R. redunca).

### Etymologia
- Cervicapra: zbitka wyrazowa nazw rodzajów: Cervus Linnaeus, 1758 (jeleń) oraz Capra Linnaeus, 1758 (koziorożec)[12]. Gatunek typowy: de Blainville wymienił kilka gatunków – Antilope dama Pallas, 1766, Antilope saltiana de Blainville, 1816, Antilope acuticornis de Blainville, 1816 (= Antilope campestris Thunberg, 1811), Cerophorus (Cervicapra) stenbock de Blainville, 1816 (= Antilope campestris Thunberg, 1811), Antilope grisea G. Cuvier, 1816 (= Antilope melanotis Thunberg, 1811), Antilope oreotragus E.A.W. von Zimmermann, 1783, Capra pygmea Linnaeus, 1758, Antilope quadricornis de Blainville, 1816, Antilope eleotragus von Schreber, 1787 (= Antilope arundinum Boddaert, 1785), Antilope redunca Pallas, 1767 i Antilope grimmia Desmarest, 1816 (= Cephalophus rufilatus J.E. Gray, 1846) – z których gatunkiem typowym jest Antilope redunca Pallas, 1767.
- Redunca: epitet gatunkowy Antilope redunca Pallas, 1767; łac. reduncus ‘zakrzywiony do tyłu’[13].
- Nagor: nazwa użyta przez Buffona na określenie ridboka ze względu na podobieństwo do nazwy nanguer (rodzima, senegalska nazwa dla gazelek)[14]. Gatunek typowy: Laurillard wymienił cztery gatunki – Antilope ellipsiprymnus W. Ogilby, 1833, Antilope unctuosa[b] Laurillard, 1841, Antilope eleotragus von Schreber, 1787 (= Antilope arundinum Boddaert, 1785) i Antilope lalandii Laurillard, 1841 (= Antilope fulvorufula Afzelius, 1815) – z których gatunkiem typowym jest Antilope redunca Pallas, 1767.
- Eleotragus (Heleotragus): gr. ἑλος helos, ἑλεος heleos ‘bagno’; τραγος tragos ‘kozioł’[15]. Gatunek typowy: Gray wymienił trzy gatunki – Antilope villosa Burchell, 1824 (= Antilope capreolus J.R. Forster, 1790), Antilope isabellina Afzelius, 1815 (= Antilope arundinum Boddaert, 1785) i Antilope redunca Pallas, 1767 – z których gatunkiem typowym jest Antilope isabellina Afzelius, 1815 (= Antilope arundinum Boddaert, 1785).
- Oreodorcas: ορος oros, ορεος oreos ‘góra’[16]; δορκας dorkas ‘antylopa’[17]. Gatunek typowy (oryginalne oznaczenie): Anlilope fulvorufula Afzelius, 1815.

### Podział systematyczny
W zależności od ujęcia systematycznego do rodzaju należy 3 (R. arundinum, R. redunca i R. fulvorufula) lub 9 (R. arundinum, R. occidentalis, R. redunca, R. nigeriensis, R. cottoni, R. bohor, R. fulvorufula, R. chanleri i R. adamauae) gatunków; tutaj klasyfikacja z występującymi współcześnie gatunkami za Mammals Diversity Database i All the Mammals of the World (2023): 
| Grafika | Gatunek             | Autor i rok opisu | Nazwa zwyczajowa  | Podgatunki   | Rozmieszczenie geograficzne | Podstawowe wymiary                       | Status IUCN |
| ------- | ------------------- | ----------------- | ----------------- | ------------ | --- | ---------------------------------------- | ----------- |
|         | Redunca arundinum   | (Boddaert, 1785)  | ridbok południowy | 2 podgatunki | południowa Demokratyczna Republika Konga na południe do północnej Namibii i północnej Botswany, na wschód do Tanzanii i przez Mozambik i Zimbabwe do północno-wschodniej Południowej Afryki i Eswatini; izolowana populacja w południowym Gabonie; zakres wysokości: 0–2000 m n.p.m.                                                           | DC: 120–160 cm DO: 18–30 cm MC: 39–95 kg | LC          |
|         | Redunca redunca     | (Pallas, 1767)    | ridbok zwyczajny  | 4 podgatunki | od Senegalu, Gambii i południowo-zachodniej Mauretanii na wschód przez sawanny Afryki Zachodniej i Środkowej do wschodniego Sudanu i zachodniej Etiopii, na południe do południowej Tanzanii (rzeka Rovuma); zakres wysokości: 0–3200 m n.p.m.                                                                                                 | DC: 115–145 cm DO: 15–25 cm MC: 35–65 kg | LC          |
|         | Redunca fulvorufula | (Afzelius, 1815)  | ridbok górski     | 3 podgatunki | rozłącznie w Afryce Zachodniej (wschodnia Nigeria i zachodni Kamerun na wyżynie Adamawa), Wschodniej (południowa Etiopia, południowo-wschodni Sudan, wschodnia Uganda, zachodnia Kenia i północna Tanzania) i Południowej (południowo-wschodnia Botswana, wschodnia Południowa Afryka, Eswatini i Lesotho); zakres wysokości: do 5000 m n.p.m. | DC: 97–136 cm DO: 12–20 cm MC: 19–38 kg  | EN          |

Kategorie IUCN:  LC  – gatunek najmniejszej troski,  EN  – gatunek zagrożony.
Opisano również gatunki wymarłe w czasach prehistorycznych:
- Redunca ambae Haile-Selassie, Vrba & Bibi, 2009[20] (pliocen)
- Redunca darti Wells & Cooke, 1956[21] (pliocen)
- Redunca eremopolitana Bosscha Erdbrink, 1982[22] (miocen)